# Job Roberts Tyson
Job Roberts Tyson (* 8. Februar 1803 in Philadelphia, Pennsylvania; † 27. Februar 1858 im Montgomery County, Pennsylvania) war ein US-amerikanischer Politiker. Zwischen 1855 und 1857 vertrat er den Bundesstaat Pennsylvania im US-Repräsentantenhaus.

## Leben
Job Tyson besuchte die öffentlichen Schulen seiner Heimat und unterrichtete danach in der Ortschaft Hamburg im Berks County als Lehrer. Nach einem Jurastudium und seiner 1827 erfolgten Zulassung als Rechtsanwalt begann er in Philadelphia in diesem Beruf zu arbeiten. Außerdem beschäftigte er sich mit literarischen Angelegenheiten und bekleidete einige lokale Ämter. Politisch schloss er sich der Whig Party an. Zwischenzeitlich saß er als Abgeordneter im Repräsentantenhaus von Pennsylvania.
Bei den Kongresswahlen des Jahres 1854 wurde Tyson im zweiten Wahlbezirk von Pennsylvania in das US-Repräsentantenhaus in Washington, D.C. gewählt, wo er am 4. März 1855 die Nachfolge von Joseph Ripley Chandler antrat. Bis zum 3. März 1857 konnte er eine Legislaturperiode im Kongress absolvieren. Diese war von den Ereignissen im Vorfeld des Bürgerkrieges geprägt. Job Tyson starb am 27. Juni 1858 auf seinem Anwesen Woodlawn und wurde in Philadelphia beigesetzt.